# Esther Pizarro
Esther Pizarro (Madrid, 1967) és una escultora espanyola, professora de creació artística i teoria de les arts a la Universitat Europea de Madrid. Va finalitzar els seus estudis de belles arts a la Universitat Complutense de Madrid en 1990, amb l'especialitat d'escultura. En 1995 va obtenir el títol de Doctora en Belles arts. Durant la seva trajectòria professional ha rebut nombroses beques de caràcter internacional entre les quals destaquen la Beca Fulbright Posdoctoral (Califòrnia State University, Estats Units, 1996), Beca d'Arts Plàstiques del Col·legi d'Espanya a París (1999) o la Beca de Pollock-Krasner Foundation (Nova York, Estats Units, 2003). Ha rebut diferents premis i accèssits, alguns d'ells:
- Ajuda a la Producció en Arts Plàstiques 2012 de la Comunitat de Madrid
- Premi el Ojo Crítico de Radio Nacional de España
- Premi Pámpana de Oro en la LXI Exposició Nacional d'Arts Plàstiques de Valdepeñas a Ciudad Real
- Segon Premi XXII Certamen Nacional d'Escultura de Caja Madrid
- 2014: Certamen d'Arts Plàstiques 'El Brocense'[5]

## Obres (selecció)
Escultura
- 1998: Percepcions de L.A., Topografia i Memòria.
- 2000: Construir ciutats.
- 2002: Topo+grafies[6]
- 2005: Geografies interiors.
- 2006: Paisatges corporals.
- 2007: Psicogeografías.
- 2007: Xarxes de contenció.
- 2012: Pròtesis domèstiques.

Intervencions en espais urbans
- 1998: Topografia funcional. Arquitectes: Enrique Sobejana i Fuensanta Nieto. Seu Municipal de Llatina (Madrid, Espanya).
- 1999: Fragments d'història i paisatge. En col·laboració amb Mónica Gener. Estació de metro Arganda (Madrid, Espanya).
- 1999: Cartografia d'una època.En col·laboració amb Mónica Gener. Estació de metro Fráncos Rodríguez (Madrid, Espanya).
- 2000: Mapa Genètic. Parra (San José d'Ochoa, República Dominicana).
- 2001: La memòria de la reina. Arquitectes: Beatriz Matos i Alberto Martínez Castillo. Parc Casino de la Reina, Lavapiés (Madrid, Espanya).
- 2001: Footprints. West Lake Park (Hangzhou, Xina).
- 2003: Epidermis Arqueològica. Arquitectes: Enrique Sobejana i Fuensanta Nieto. Palacio d'Exposicions i Congressos (Mèrida, Espanya).
- 2005: Font de la paraula (temporal). IVAM (València, Espanya).
- 2006: Patrons vegetals. Arquitecte: José Luis Esteban Penelas. Parc Pradolongo (Madrid, Espanya).
- 2008: Fòssils urbans. Pavelló Acciona (Expo Zaragoza 2008, Espanya).
- 2010: Jardí Urbà. Parc Devesa del Bodal (Navas del Marquès, Àvila. Espanya)
- 2012: Urbs Verda. Barbastro (Osca, Espanya).

Instal·lacions
- 2000: Estades. Casa de Velázquez (Madrid, Espanya).
- 2004: La nit fosca. Sala "Els graus". centre de la Mística (Àvila, Espanya).
- 2005: La evanescencia de la paraula. Monestir de Santa María la Real de Nájera (La Rioja, Espanya).
- 2005: Cossos expandits. Museu Barjola (Gijón, Espanya).
- 2010: Pell de llum. Col·laboració amb Artemio Fochs (Fundació Metròpoli). Pavelló Bilbao, Guggenheim (Bilbao, Espanya).
- 2014-2015: Un jardí Japonès. Topografies del buit. Nau 16. Escorxador Madrid (Madrid, Espanya).